# 里弗本德 (蒙大拿州)
里弗本德（英語：Riverbend）是位於美國蒙大拿州米納勒爾縣的普查規定居民點。

## 人口
根據2020年美國人口普查的數據，里弗本德的面積為11.01平方千米，當中陸地面積為10.21平方千米，而水域面積為0.80平方千米。當地共有人口455人，而人口密度為每平方千米41.33人。